# William Lewis
William Lewis különböző mértékben az angol labdarúgás egyik szereplője volt. Pályafutását sportbíróként kezdte, majd később a Brentford igazgatója, ezután 1900 és 1903 között a csapat edzője volt. A Chelsea FC megalapításakor, 1905-ben ő lett a csapat első titkára, és kapcsolatainak köszönhetően került fel a csapat ugyanebben évben a Football League-be. John Tait Robertson lemondását, 1906. november 27-ét követően ő lett a klub ügyvezető titkára és edzője. Lewis 1907-ben az élvonalba vezette a csapatot, miután a második helyet szerezték meg a Nottingham Forest után a másodosztályban. Röviddel ezután lemondott, a Chelsea-nél David Calderhead vette át a helyét.